# Seznam avstralskih smučarskih tekačev
Seznam avstralskih tekačev na smučeh.

## B
- Phillip Bellingham
- Esther Bottomley
- Jackson Bursill

## M
- Nick Montgomery

## P
- Mark Pollock

## T
- Alasdair Tutt

## W
- Aimee Watson
- Callum Watson
- Casey Wright

## Y
- Jessica Yeaton